# Pavao Pervan
Pavao Pervan (* 13. November 1987 in Livno, SFR Jugoslawien, heute Bosnien und Herzegowina) ist ein österreichischer Fußballtorwart. Er steht seit 2018 beim VfL Wolfsburg unter Vertrag.

## Karriere

### Verein

#### Karrierebeginn in Wien-Favoriten
Pervan begann seine aktive Karriere als Fußballtorwart im Jahre 1997 im Nachwuchsbereich des Favoritner AC im 10. Wiener Gemeindebezirk. Von dort wechselte er schließlich im Jahre 2000 als Kooperationsspieler zum SC Team Wiener Linien, der damals noch unter dem Namen SC Gaswerk/Straßenbahn geführt wurde. Nach dem Ablauf der knapp einjährigen Kooperationsdauer wurde Pervan im Jahre 2001 fix vom Verein verpflichtet und spielte in den folgenden Jahren als Stammkraft in den Jugendmannschaften des Klubs. Nach der Auflösung des Vereins, der seinen Sitz ebenfalls in Favoriten hat, und der Neugründung als SC Team Wiener Linien, hielt der kroatisch-österreichische Doppelstaatsbürger dem Klub weiter die Treue. Im Jahre 2005 wechselte er jedoch für eine halbe Saison nach Schwechat zum dort in der Regionalliga Ost spielenden SV Schwechat. Jedoch kam er dort nie in einem Ligaspiel der ersten Kampfmannschaft zum Einsatz und wurde vorwiegend im Nachwuchsbereich eingesetzt.
Nachdem der Verein zum Saisonende 2004/05 schließlich auf dem 14. von 16 Plätzen rangierend nur knapp am Abstieg in die niederösterreichische Landesliga vorbeikam, unterschrieb der damals 17-Jährige zur Spielzeit 2005/06 einen fixen Vertrag bei den Schwechatern. Dabei sammelte der junge Doppelstaatsbürger allerdings nur in der Jugend und in der zweiten tiefunterklassig spielenden Mannschaft Erfahrung, konnte aber kein einziges Regionalligaspiel in der Saison 2005/06 bestreiten. Als das Team abermals nur knapp den Klassenerhalt in der RL Ost schaffte, folgten zur Spielzeit 2006/07 die beiden ersten Auftritte Pervans in der dritthöchsten Spielklasse Österreichs. Dabei wurde er am 27. Oktober 2006 bei einem 2:1-Heimsieg über den SC Zwettl über die volle Spieldauer eingesetzt. Ein weiterer 90-minütiger Einsatz folgte schließlich am 16. März bei der 1:4-Heimniederlage gegen den ASK Schwadorf. Am Saisonende sicherte sich das Regionalligateam abermals nur sehr knapp den Klassenerhalt in Österreichs Drittklassigkeit. Nach einer eher weniger erfolgreichen Zeit in Niederösterreich folgte für den 1,94 m großen Torwart ein vielversprechender Wechsel vor der Saison 2007/08.

#### Vielversprechender Wechsel nach Vorarlberg
Diesmal zog es ihn ans andere Ende Österreichs, nach Vorarlberg, wo er einen Vertrag beim FC Lustenau 07 mit Spielbetrieb in der Ersten Liga, der zweithöchsten Spielklasse im österreichischen Fußball, unterschrieb. Als er ab der 8. Runde Hubert Auer im Tor der Lustenauer ersetzte, avancierte er rasch zum Stammtorhüter im Team mit Ausnahme von fünf Spielen zwischen der 20. und 24. Runde, wo er durch Marco Knaller ersetzt wurde. Neben seinen Profieinsätzen kam Pervan auch sporadisch in der viertklassigen Vorarlberger Landesliga zum Einsatz. Nachdem er in der zweiten Runde der Saison gegen den FC Viktoria 62 Bregenz noch auf der Ersatzbank saß, gab er am 18. August 2007 in der dritten Meisterschaftsrunde sein Mannschaftsdebüt, als er beim 2:0-Heimsieg über den FC Schwarzenberg über die gesamte Spieldauer das Tor der Lustenauer Amateure hütete. Insgesamt absolvierte er in dieser Spielzeit vier Ligaspiele für die Amateure, wobei er vor allem zu Saisonbeginn häufiger eingesetzt wurde und erst in der 17. Meisterschaftsrunde zum vierten Mal zum Einsatz kam.
In der Spielzeit 2008/09 musste Pervan dem aufstrebenden Neuzugang der Lustenauer, Christian Dobnik, den Vortritt lassen und agierte hinter dem über ein Jahr älteren Dobnik nur mehr als Ersatztorwart der Profimannschaft. Parallel dazu kam Pervan auch in der Vorarlberger Landesliga zum Einsatz, wo er es über die gesamte Saison hinweg auf acht Meisterschaftseinsätze brachte und ein weiteres Mal als Ersatzgoalie auf der Reservebank saß. Außerdem absolvierte er ein Spiel im ÖFB-Cup 2008/09, sein erster Auftritt in diesem Bewerb. Da Dobnik, der zum Saisonende 2009/10 auf Platz 5 der besten Torleute der abgelaufenen Spielzeit gewählt wurde, abermals solch gute Leistungen brachte und ihm niemand den Rang als 1er-Goalie streitig machen konnte, blieben für den jungen Pervan lediglich zwei Einsätze im ÖFB-Cup 2009/10. Auch im Landesligateam lief es für ihn nicht besonders; lediglich fünf Auftritte konnte er bis zur Winterpause vorweisen. Pervan, der in seiner Landesligazeit als recht unsportlich galt und dafür oftmals mit der gelben Karte verwarnt wurde, widerfuhr in der erst zweiten Meisterschaftsrunde ein Negativerlebnis, als er innerhalb von einer Minute zuerst mit der gelben Karte verwarnt wurde und nur Sekunden darauf wegen unsportlichen Verhaltens mit Gelb-Rot des Platzes verwiesen wurde.

#### Stippvisite in Pasching
Noch zur Winterpause 2009/10 machte sich ein Wechsel des nur selten eingesetzten Pervans bemerkbar. Kurz vor Transferschluss transferierte der mittlerweile 22-Jährige nach Oberösterreich zum FC Pasching, der seinen Spielbetrieb in der drittklassigen Regionalliga Mitte hat. Doch wie auch schon zuletzt in Lustenau konnte er sich auch in Pasching nicht durchsetzen und brachte es auf lediglich zehn Ligaauftritte in der RL Mitte, einer von drei parallel laufenden Staffeln. Doch sein Aufenthalt beim österreichischen Drittligisten sollte nicht lange währen. Schon in der Sommerpause vor der Saison 2010/11 holte ihn der österreichische Bundesligist LASK probeweise ins Team, wo er sich in Test- und Vorbereitungsspielen beweisen sollte.

#### Transfer in die Bundesliga
Da er sich während des Trainingslagers der Linzer empfehlen konnte, wurde er schließlich am 5. Juli 2010 vom oberösterreichischen Hauptstadtklub als Ersatztorwart der Profimannschaft aufgenommen. Nach dem Abgang von Silvije Čavlina zum SK Sturm Graz war Pervan hinter Thomas Mandl die Nummer 2 im Gehäuse der Linzer. Daneben war Pervan auch bei den LASK Juniors, unter Trainer Toni Polster im Einsatz.
Seit der Saison 2011/12 war Pervan Stammtorhüter des LASK, zunächst in der Regionalliga. Im selben Jahr gewann er mit dem LASK die Meisterschaft, ein Jahr später stieg er mit dem LASK zunächst in die 2. Spielklasse und 2017 in die Bundesliga auf.

#### Wechsel nach Deutschland
Zur Saison 2018/19 wechselte Pervan nach Deutschland zum Bundesligisten VfL Wolfsburg, bei dem er einen bis Juni 2021 laufenden Vertrag erhielt. Sein erstes Pflichtspiel für Wolfsburg absolvierte er am 1. September 2018, dem 2. Bundesligaspieltag, als er beim 3:1-Auswärtssieg gegen Bayer 04 Leverkusen Stammtorhüter Koen Casteels vertrat.
Sein Vertrag in Wolfsburg läuft bis 2025.

### Nationalmannschaft
Im September 2017 wurde Pervan erstmals in den Kader der österreichischen Nationalmannschaft berufen. Sein Debüt für diese gab er im November 2019, als er in der EM-Qualifikation gegen Lettland in der Startelf stand. Im Mai 2021 wurde er in den vorläufigen Kader Österreichs für die EM 2021 berufen und schaffte es schlussendlich auch in den endgültigen Kader, mit dem er bis zum Achtelfinale kam. Während des Turniers kam er als Ersatztorwart hinter Daniel Bachmann jedoch nicht zum Einsatz.

## Erfolge
- dreifacher Meister der Regionalliga Mitte mit LASK: 2010/11, 2012/13 und 2013/14
- Meister der Ersten Liga mit LASK: 2016/17
- Bester Torhüter der Ersten Liga: 2016/17